# Vindelälven

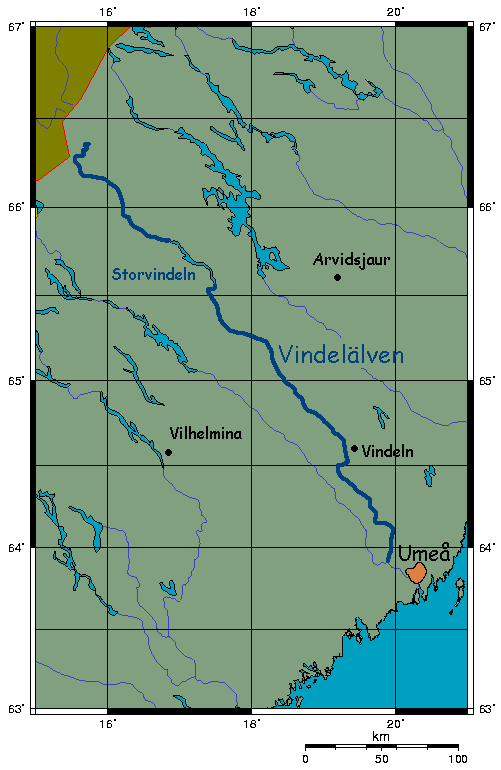
Stroomgebied van de Vindelälven

De Vindelälven is een Zweedse rivier die ontspringt in het bergmassief Vindelfjällen bij de grens met Noorwegen. De rivier is 453 kilometer lang en heeft een stroomgebied van 12.650 km². Circa 23 kilometer ten noordwesten van de stad Umeå stroomt de Vindelälven in de Ume älv.

## Nationale rivier
Naar analogie van een nationaal park is de Vindelälven in 1993 tot 'nationale rivier' verklaard. Dit houdt in dat er geen waterkrachtcentrales in de rivier mogen worden gebouwd en dat elke vorm van kanalisatie verboden is. Zo wordt getracht de natuurlijke loop van de rivier te behouden en populaties trekkende vissoorten (zoals zalm) te beschermen. De andere drie nationale rivieren van Zweden zijn de Pite älv, de Torne älv en de Kalixälven.

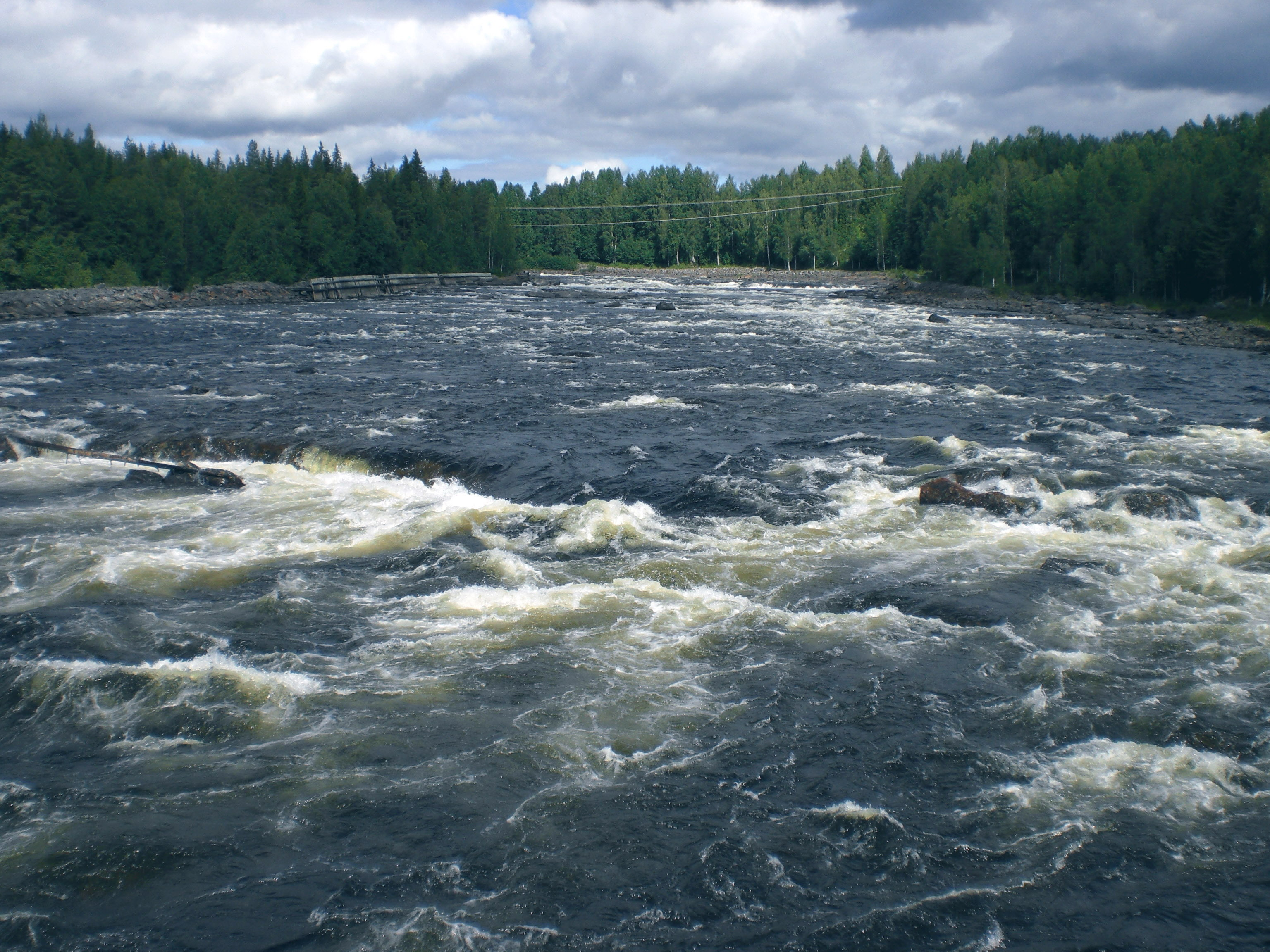
Waterval Renforsen in de Vindelälven

- Library of Congress Control Number: sh2007000406
- Nationale Bibliotheek van Israël: 987007547115005171
- LIBRIS: 162482
- Virtual International Authority File: 316748186